# Диллон, Яков Григорьевич
Яков Григорьевич Диллон (25 января 1873, Троки — 1951) — советский врач-рентгенолог, профессор (1932).
Автор более 80 научных работ, посвященных главным образом патологии легких, диафрагмы и органов желудочно-кишечного тракта. Являлся почетным членом Московского научного общества рентгенологов и радиологов.

## Биография
Родился в 1873 году в Троках. По окончании Императорского университета Святого Владимира в Киеве в 1895 году, работал врачом в Виленской губернии.
Во время русско-японской войны был ординатором военного госпиталя, а затем врачом-рентгенологом (1904). Также в качестве врача-рентгенолога участвовал в Первой мировой войне. В годы Гражданской войны в России был ординатором, а затем заведующим рентгенологического, отделением Первого коммунистического госпиталя (ныне Главный военный клинический госпиталь имени Н. Н. Бурденко).
С 1924 года Яков Григорьевич — директор Рентгенологического института 2-го МГУ, а с 1929 года — заведующий рентгенологическим отделом Meдико-биологического ин-та Наркомпроса РСФСР. В 1932 году был избран профессором на кафедру рентгенологии Центрального института усовершенствования врачей (ЦИУВ, ныне РМАПО). С 1934 года заведовал кафедрой рентгенологии на базе Московского областного научно-исследовательского клинического института (МОНИКИ), где по инициативе Диллона был организован научно-методический центр рентгенологической службы Московской области.
Воспитал ряд талантливых специалистов, в их числе — Владимир Иванович Петров (1905—1967).
Умер в 1951 году в Москве. Похоронен на Введенском кладбище.

## Награды
- 1919 году был удостоен именной премии им. профессора О. О. Мочутовского.
- Заслуженный деятель науки РСФСР (1940), лауреат Сталинской премии (1949).
- Награждён орденом Трудового Красного Знамени и медалями.